# آناستازیا نیچیتا
آناستازیا نیچیتا (به انگلیسی: Anastasia Nichita،  زادهٔ ۱۹ فوریهٔ ۱۹۹۹) یک کشتی‌گیر آزادکار اهل مولداوی است. وی سابقه حضور در المپیک ۲۰۲۰ توکیو را دارد.
از افتخارات وی می‌توان به کسب مدال طلا مسابقات قهرمانی کشتی جهان ۲۰۲۲ و مدال نقره بازی‌های المپیک ۲۰۲۴ پاریس و مسابقات قهرمانی کشتی جهان ۲۰۲۳ اشاره کرد.